# Frankrijk op de Olympische Winterspelen 2006
Tijdens de Olympische Winterspelen van 2006 die in Turijn werden gehouden nam Frankrijk voor de 20e keer deel en is daarmee een van de twaalf landen die aan alle Winterspelen heeft deelgenomen.
Frankrijk eindigde op de tiende plaats in het medailleklassement met 3 gouden, 2 zilveren en 4 bronzen medailles die in vijf sporten werden veroverd.

## Medailles
| Sport          | Naam                                                                        | Discipline                    | Medaille |
| -------------- | --------------------------------------------------------------------------- | ----------------------------- | -------- |
| Alpineskiën    | Antoine Dénériaz                                                            | Afdaling, mannen              | Goud     |
| Alpineskiën    | Joël Chenal                                                                 | Reuzenslalom, mannen          | Zilver   |
| Biatlon        | Florence Baverel-Robert                                                     | 7,5 km sprint, vrouwen        | Goud     |
| Biatlon        | Vincent Defrasne                                                            | 12,5 km achtervolging, mannen | Goud     |
| Biatlon        | Vincent Defrasne / Julien Robert Ferréol Cannard / Raphaël Poirée           | 7,5 km estafette, mannen      | Brons    |
| Biatlon        | Florence Baverel-Robert / Sandrine Bailly Sylvie Becaert / Delphyne Peretto | 7,5 km estafette, vrouwen     | Brons    |
| Freestyleskiën | Sandra Laoura                                                               | Moguls, vrouwen               | Brons    |
| Langlaufen     | Roddy Darragon                                                              | 1,5 km sprint, mannen         | Zilver   |
| Snowboarden    | Paul-Henri Delerue                                                          | Cross, mannen                 | Brons    |

Albanië · Algerije · Amerikaanse Maagdeneilanden · Andorra · Argentinië · Armenië · Australië · Azerbeidzjan · België · Bermuda · Bosnië en Herzegovina · Brazilië · Bulgarije · Canada · Chili · China · Chinees Taipei · Costa Rica · Cyprus · Denemarken · Duitsland · Estland · Ethiopië · Finland · Frankrijk · Georgië · Griekenland · Groot-Brittannië · Hongarije · Hongkong · Ierland · IJsland · India · Iran · Israël · Italië · Japan · Kazachstan · Kenia · Kirgizië · Kroatië · Letland · Libanon · Liechtenstein · Litouwen · Luxemburg · Macedonië · Madagaskar · Moldavië · Monaco · Mongolië · Nederland · Nepal · Nieuw-Zeeland · Noord-Korea · Noorwegen · Oekraïne · Oezbekistan · Oostenrijk · Polen · Portugal · Roemenië · Rusland · San Marino · Senegal · Servië en Montenegro · Slovenië · Slowakije · Spanje · Tadzjikistan · Thailand · Tsjechië · Turkije · Venezuela · Verenigde Staten · Wit-Rusland · Zuid-Afrika · Zuid-Korea · Zweden · Zwitserland